# آلینا گوریاک
آلینا گوریاک (به انگلیسی: Alina Goreac) ژیمناست زادهٔ ۲۸ سپتامبر ۱۹۵۲ میلادی اهل کشور رومانی است.